# 罗河石斛
罗河石斛（学名：Dendrobium lohohense）为兰科石斛属下的一个种。

## 扩展阅读
- 維基物種上的相關：罗河石斛